# 戚继光祠 (台州)
戚继光祠即海门卫城隍庙暨戚公祠，位于中国浙江省台州市椒江区老城内（原海门卫城）东山西南麓、戚继光路100号，始建于明初，嘉靖时戚继光曾任台金严参将并在此屯兵抗倭，现为清同治、光绪时重修，中轴线上依次为照壁、河桥、前殿、戏台、池、池桥、看楼（东西设翼楼）和大殿（东西设偏殿）。1987年辟为戚继光纪念馆，内设《戚继光抗倭史迹陈列》。2019年10月16日入选第八批全国重点文物保护单位。